# Cremà (falles)

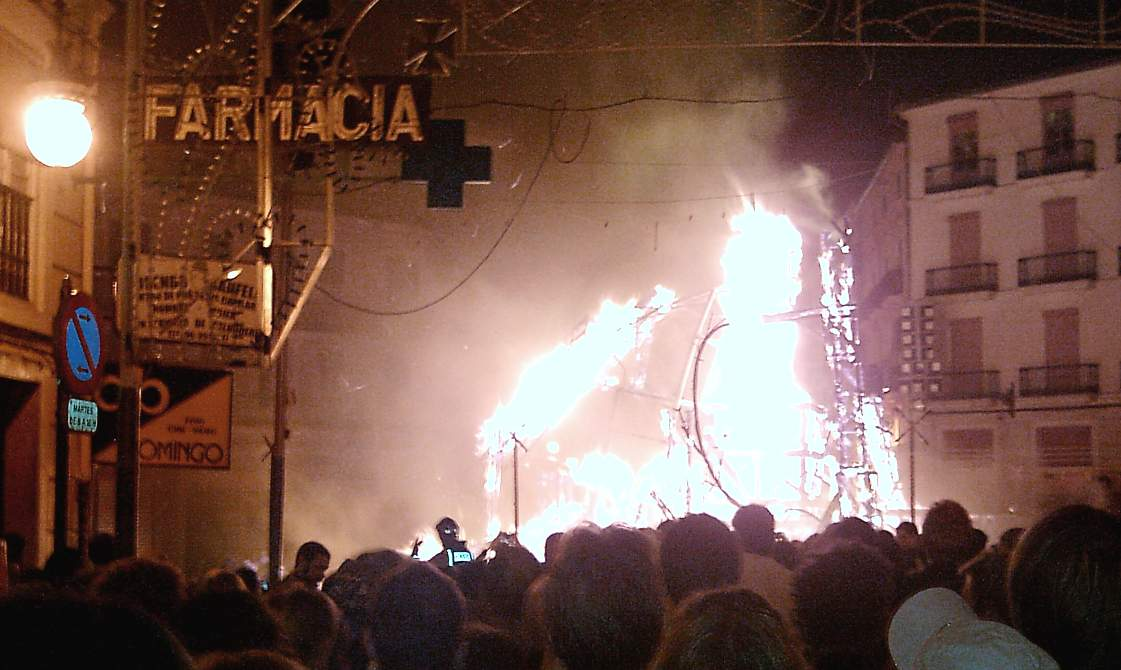
Cremà d'una falla.

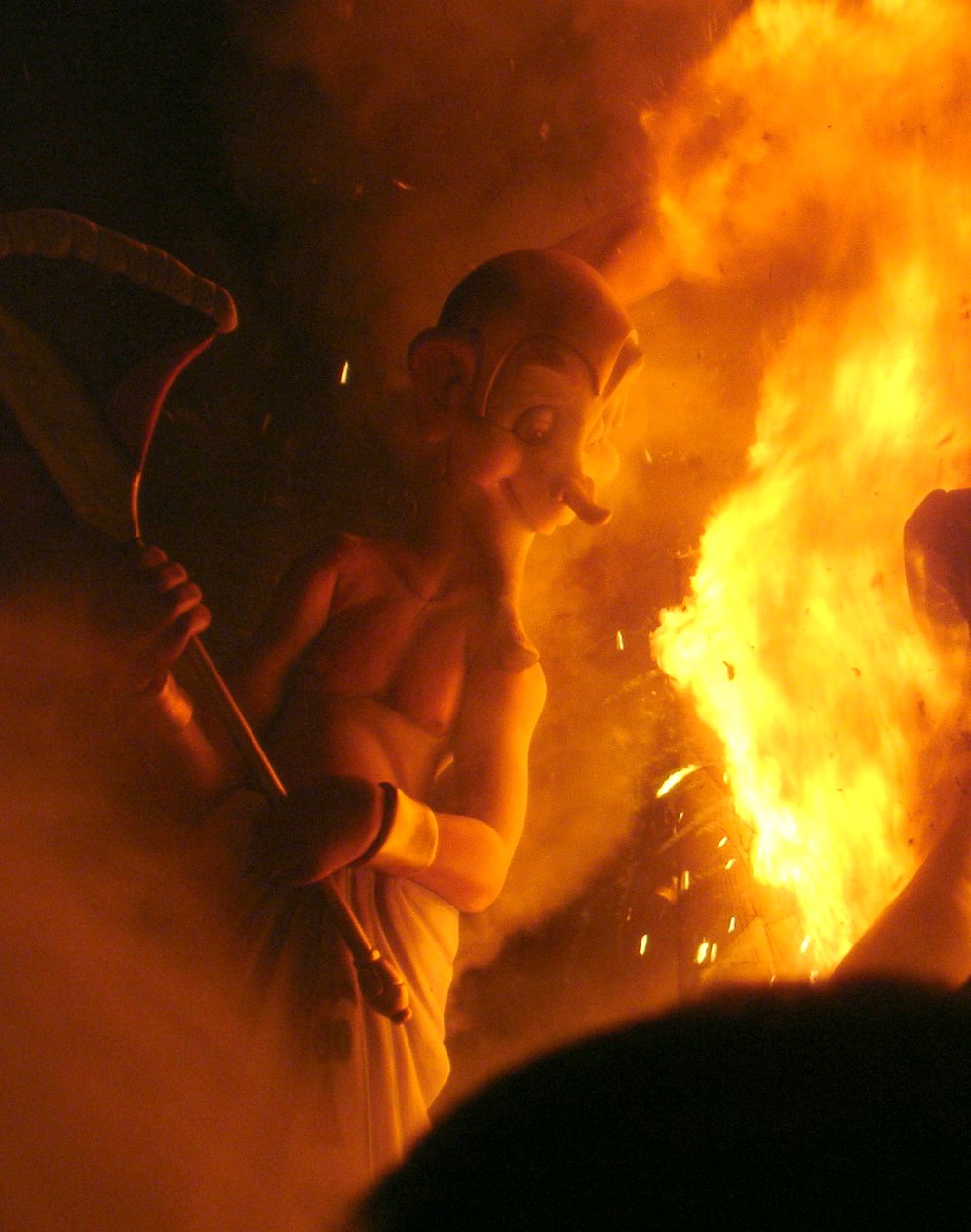
Cremà d'una falla de Dènia.

La cremà o cremada és l'acte de botar foc als monuments de cartó o fusta que es planten durant les festes de molts pobles i ciutats del País Valencià. Els més representatius són els monuments fallers a les Falles, les fogueres a les Fogueres de Sant Joan a Alacant o la crema d'arbres per Sant Antoni al gener. Amb la crema d'aquests monuments s'acaba la festa.
Generalment, perquè no coincidisquen totes les cremades de tots els monuments a la mateixa ciutat, se solen cremar a diferents hores, segons els premis atorgats als monuments. Per exemple, a València, es cremen el 19 de març a les 10 de la nit totes les falles infantils menys la que aconsegueix el primer premi de la secció especial que es crema a dos quarts d'onze de la nit, i la infantil municipal que es crema a les 11 de la nit, les falles grans es cremen totes a les 12 de la nit del ja dia 20 de març i a dos quarts d'una la falla que aconsegueix el primer premi de la secció especial, per acabar a l'una de la matinada del dia 20 de març es crema la falla oficial de l'Ajuntament de València, tot oficialment, però la realitat és que moltes falles a València sovint es mantenen en peu fins passades les tres de la matinada del dia 20 de març, sent a la pràctica, dels monuments grans, la de l'Ajuntament una de les primeres a cremar. A Alacant la crema comença a les 00:00 després del llançament de la palmera des del Castell i es prolonga fins a les 4 de la matinada.
La crema és un acte emotiu, el fi i culminació de la festa. És per això que tant fallers com foguerers li donen un gran valor simbòlic i sentimental. És també alhora el principi de la festa de l'any següent i no és estrany que algunes comissions celebren la seua primera comissió, tot just l'endemà de la crema. Una contradicció amb la visió que tenen els valencians d'ells mateixos resumida amb la dita del "pensat i fet".
L'organització de la crema és força complexa, en localitats com Borriana, Alzira i especialment València o Alacant (amb les fogueres). Això és a causa del fet que hi ha d'haver una gran coordinació dels bombers, policia, etc. per poder acudir a totes les comissions.
Sol botar-se foc al monument per mitjà d'una traca i en els darrers temps és normal que vaja acompanyada de focs d'artifici. Tot seguit s'encén el monument al so de l'Himne de València o del pasdoble El Faller (en el cas de les falles) o de l'Himne de les Fogueres (a les fogueres de Sant Joan a Alacant).

## Enllaçis externs
- Junta Central Fallera
- Web Oficial de les Fogueres de Sant Joan, Alacant Arxivat 2012-08-25 a Wayback Machine.
- Explicació de la cremàa Distrito Fallas
- Actualidad Fallera portal dinàmic de les Falles de València
- Cremà a YouTube